# محمدآباد (میامی)
محمدآباد روستایی در دهستان میامی بخش مرکزی شهرستان میامی منطقه سرحدات استان سمنان ایران است.
مرکز روستاهای منطقه سرحدات
1:مرکزیت بهداشت و درمان (درمانگاه دکتر حمزه صادقی)
2:مرکز مخابرات 
3:دارا بودن مدرسه تا پایه ۹ دخترانه و پسرانه روستاهای منطقه سرحدات ب مرکزیت محمدآباد
4:ایستگاه گاز فشار شکن محمدآباد
5:دفتر پیشخوان دولت
دارای ۲ نانوای 
آب قنات چندصدساله
شغل اکثریت خیاطی پیراهن مردانه و تریکو دوزی 
کشاورزی و دامداری

## جمعیت
بر پایه سرشماری عمومی نفوس و مسکن در سال ۱۳۹۵ جمعیت این روستا ۱٬۳۹۷ نفر (۴۷۶خانوار) بوده‌است.